# Rough Wooing

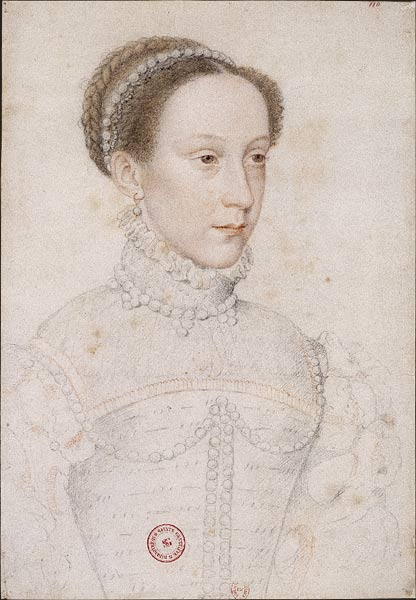
Um die minderjährige schottische Königin Maria Stuart drehte sich das „Rough Wooing“

Das Rough Wooing (dt.: „Rüde Werbung“) war ein Krieg zwischen England und Schottland und dauerte von Dezember 1543 bis März 1551. Nach seinem Bruch mit Rom versuchte England erneut, Schottland zu erobern, teilweise um die Auld Alliance zu zerstören und um zu verhindern, dass Schottland den Franzosen als Sprungbrett für künftige Invasionen Englands diente. Den Krieg erklärte der englische König Heinrich VIII., um die Schotten zu zwingen, in eine Ehe seines Sohnes Eduard mit der jungen Maria Stuart einzuwilligen, sodass eine neue Allianz zwischen Schotten und Engländern entstehe. Eduard VI., der 1547 zum König gekrönt wurde, führte den Krieg fort, bis eine Änderung der Umstände ihn 1550 überflüssig machte. Es war der letzte größere Konflikt zwischen England und Schottland vor der Union der Kronen 1603, vielleicht mit Ausnahme der englischen Intervention bei der Belagerung von Leith 1560. Das Rough Wooing zählt zu den anglo-schottischen Kriegen des 16. Jahrhunderts.

## Namensherkunft
In Schottland hieß der Konflikt „Achtjähriger Krieg“ oder „Neunjähriger Krieg“. Die Idee des Krieges als „Wooing“ (dt.: Werbung) wurde viele Jahre später von Sir Walter Scott populär gemacht und der Begriff „Rough Wooing“ erschien in verschiedenen Geschichtsbüchern ab den 1850er-Jahren.
Der Name scheint von einer bekannten Bemerkung abgeleitet worden zu sein, die George Gordon, 4. Earl of Huntly, von Patrick Abercromby in seiner Ausgabe der Kriegsgeschichte von Jean de Beauqué zugeschrieben wurde: „Wir mochten die Art der Werbung nicht und wir konnten uns nicht dazu herablassen, in Liebe geschurigelt zu werden“ oder, wie der Historiker William Patten berichtete: „Ich mag diese Werbung nicht“. Der Historiker William Ferguson setzte diesen scherzhaften Spitznamen und die Wildheit und Verwüstung des Krieges in Kontrast:

„Die englische Politik war es einfach, Schottland zu pulverisieren, es entweder die Ergebung zu schlagen oder es zu vernichten, und Hertfords Angriffe waren nichts so ähnlich wie dem totalen Krieg der Nazis, dem „Blitzkrieg“; Terrorregime, Auslöschung aller Widersacher, die Unterstützung von Kollaborateuren etc.“

Kürzlich nannte Marcus Merriman sein Buch „The Rough Wooings“, um die Aufteilung des Konfliktes in zwei oder drei unterschiedliche Phasen zu betonen.

## Von der Schlacht von Solway Moss bis zur Schlacht von Ancrum Moor
1542 wurde eine schottische Armee in der Schlacht von Solway Moss besiegt und der schottische König Jakob V. starb bald darauf. Seine Tochter Maria Stuart hinterblieb als jugendliche Königin in der Obhut ihrer Mutter Marie de Guise. Die englische Heirat für Maria, die im ‚‘Vertrag von Greenwich‘‘ vorgeschlagen wurde, wurde vom schottischen Parlament unter Führung von Regent Arran unter Auflagen akzeptiert. Aber wegen einer starken inneren Fraktion, die eine Allianz mit Frankreich und die Beibehaltung der katholischen Konfession in Schottland befürwortete, ließ sich Regent Arran damit Zeit, die Heirat voranzubringen. Zwanzig Jahre später berichtete der englische Diplomat Ralph Sadler über Adam Otterburns Worte an ihn über die schottische Meinung zu dieser Heirat:

„Unsere Leute wollen es nicht. Und auch wenn der Gouverneur und einige Adlige es beschlossen haben, so weiß ich doch, dass nur wenige oder gar niemand von ihnen es [wirklich] wollen; und unser einfaches Volk mag es gar nicht. Ich bete dafür, dass Sie mir diese Frage erlauben: 
Wenn Ihr Bursche ein Mädchen wäre und Ihr Mädchen ein Bursche, würden Sie dann diese Angelegenheit mit derselben Ernsthaftigkeit verfolgen? (...) 
Und ebenso versichere ich Ihnen, dass unsere Nation niemals damit einverstanden sein wird, dass ein Engländer König von Schottland wird. Und so wird der gesamte Adel des Reiches zusammenstehen und sogar die einfachen Leute, und die Steine auf der Straße werden aufstehen und dagegen rebellieren.“

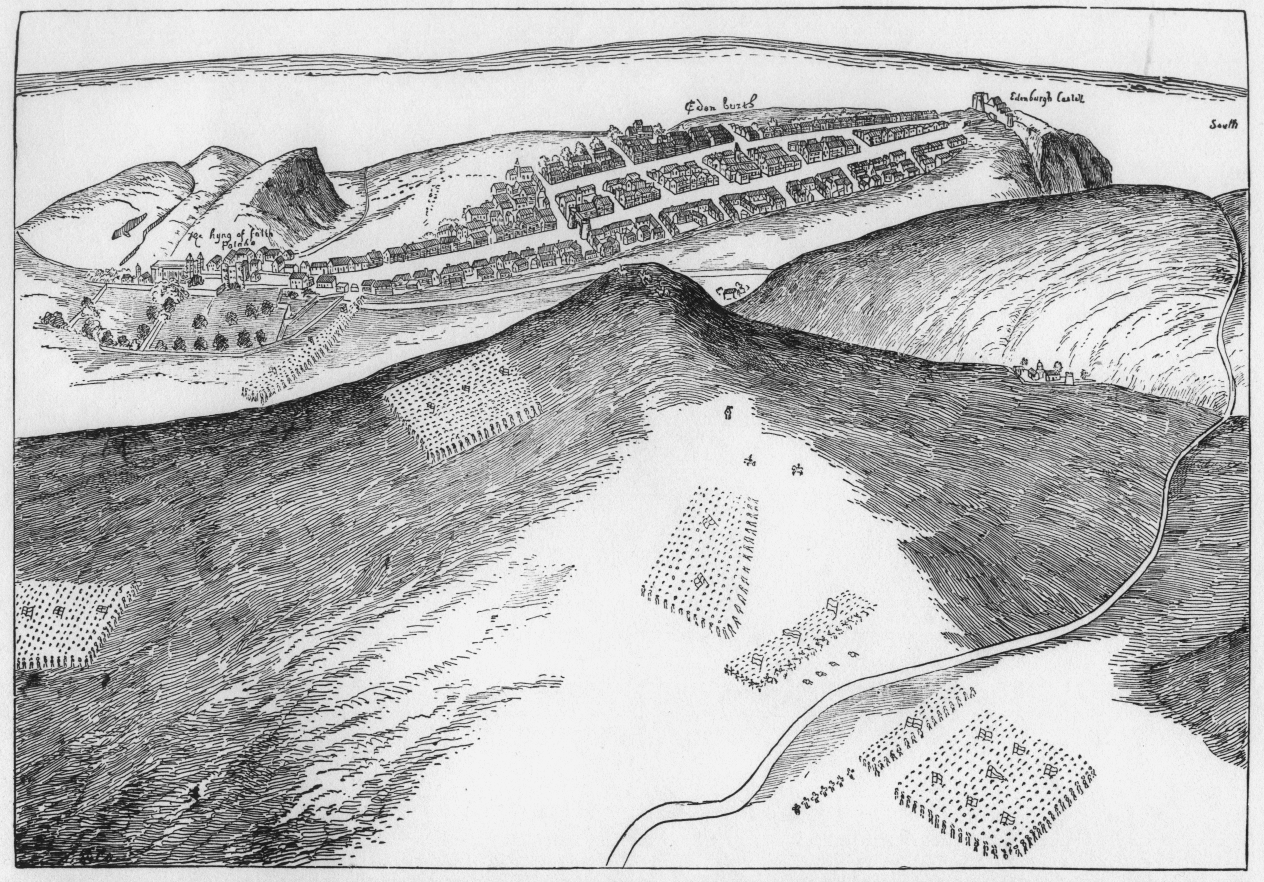
Facsimile einer zeitgenössischen Skizze, die den Aufmarsch von Herfords Truppen zeigt, bevor diese im Mai 1544 Edinburgh niederbrannten.

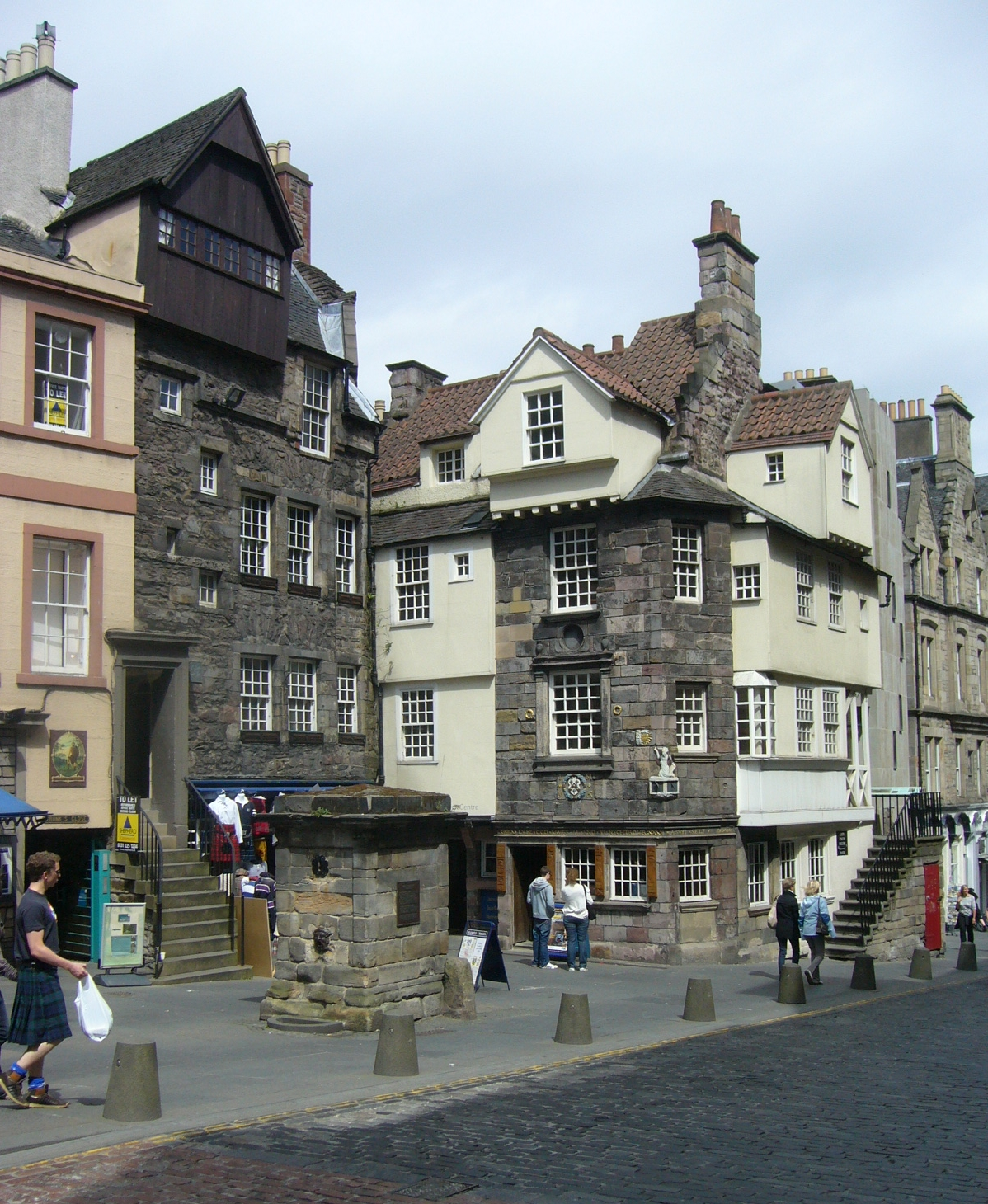
Bis heute erhaltene Gebäude in der Altstadt von Edinburgh

In Schottland ergab sich der Bürgerkrieg durch die Gegnerschaft zwischen dem Regenten und der Douglas-Fraktion im Osten und dem Earl of Lennox im Westen in Glasgow. Mit diesem internen Hintergrund waren die Schotten dann mit dem Ärger von König Heinrich VIII. konfrontiert, als das schottische Parlament im Dezember 1543 den Vertrag von Greenwich ablehnte. Fünf Tage danach, am 20. Dezember, wurde durch einen englischen Gesandten, Henry Ray, den Berwick Pursuivant, in Edinburgh der Krieg erklärt. König Heinrich hatte eine Reihe schottischer Adliger, die bei der Schlacht von Solway Moss gefangen genommen worden waren, für eine Mission entlassen, weil er hoffte, dass sie einen Konsens über die Heirat errichten könnten. Im März 1544 sandte er seinen Richmond Herald zum schottischen Privy Council, um ihre Rückkehr zu fordern.
Größere Feindseligkeiten begannen mit dem Angriff auf Edinburgh am 3. Mai 1544 unter der Führung des Earl of Hertford und des Viscount Lisle. Hertford hatte Anweisung, Edinburgh niederzubrennen, und Heinrichs Proklamation vom 24. März 1544 gab Kardinal Beatons „eigenartiger Verlockung“ von Regent Arran die Schuld. Hertford hatte auch erwogen, eine englische Garnison in Leith zu stationieren, aber das Privy Council hatte dem Plan nicht zugestimmt. Heinrich VIII. hatte ihn auch gebeten, St Andrews zu zerstören, aber Hertford wies auf die zusätzliche Marschdistanz hin, die zu Schwierigkeiten führen hätte können. Nach der Brandschatzung von St Mynettes am Nordufer des Forth und der Einnahme von Fischerbooten als Landungsboote, landete die englische Armee in Granton und eroberten anschließend Leith. Hertford parlamentierte mit Adam Otterburn, der Provost von Edinburgh war, aber er war angewiesen, die Verhandlungen nicht abzuschließen. Am folgenden Tag fielen die Truppen durch Edinburghs Canongate in die Stadt ein und steckten sie an. Edinburgh Castle wurde durch Kanonenfeuer verteidigt, das die Royal Mile beherrschte. Hertford entschloss sich, die Stadt nicht zu belagern, sondern sie sorgfältig niederzubrennen. Laut einem englischen, zeitgenössischen Bericht wurden alle Häuser innerhalb der Vororte und der Stadtmauern niedergebrannt, auch Holyroodhouse und die Abtei. Die englischen Schiffe in Leith wurden mit geplünderten Gütern beladen und segelten zusammen mit den erbeuteten Schiffen Unicorn und Salamander zurück. Die Armee zog über Land nach England zurück, wobei sie Städte und Dörfer an ihrem Weg niederbrannte. Bald nach der Landung der englischen Truppen entließ Regent Arran den Earl of Angus und George Douglas of Pittendreich, die in Blackness Castle inhaftiert waren. Auch wenn diese die englische Heirat unterstützt hatten, benötigte Arran nun die Unterstützung der Familie Douglas gegen die englische Invasion. Nach diesem Angriff führten die Engländer Sir William Eure und Ralph Eure einige Überfälle über die Grenze bei Berwick-upon-Tweed aus, wobei sie Häuser niederbrannten und die Loyalität von Schotten kauften, die dann „Assured Men“ wurden.
Gegen diese Überfälle errangen die Schotten im Februar 1545 einen Sieg in der Schlacht von Ancrum Moor. Schottland wurde am 6. Juni 1546 im Vertrag von Camp (auch Vertrag von Ardres) eingeschlossen, der den Italienischen Krieg 1542–1546 beendete. Dies sorgte für 18 Monate Frieden zwischen England und Schottland. Aber im Mai 1546 hatten Lords aus Fife den frankophilen Kardinal Beaton auf St Andrews Castle ermordet. Diese protestantischen Lords wurden als die „Castilians“ bekannt und belegten die Burg mit einer Garnison gegen Regent Arran, wofür sie auf militärische Unterstützung aus England hofften.

## Von der Schlacht bei Pinkie Cleugh bis zum Frieden
Die Engländer behielten ein Fort, das sie in Langholm an der schottisch-englischen Grenze etabliert hatten. Regent Arran, der es nicht durch diplomatische Verhandlungen zurückgewinnen konnte, ließ nach einem erfolglosen Angriff im Juni schließlich am 17. Juli 1547 gewaltsam zerstören. Zur gleichen Zeit nahm eine französische Seestreitmacht St Andrews Castle von den „Castillians“ ein. Am 24. Juli ordnete Arran an, dass sieben Leuchtfeuer vorbereitet werden sollten, um vor einem befürchteten englischen Angriff von See her zu warnen. Das erste sollte in St Abb's Head sein, das zweite in Dowhill bei Fast Castle, das dritte auf dem Doun Law bei Spott, das vierte auf dem North Berwick Law, das fünfte auf dem Traprain Law, das sechste auf Arthur’s Seat oder auf Edinburgh Castle und das siebte am Binning’s Craig bei Linlithgow. Den Haltern dieser Leuchtfeuer wurde befohlen, Reiter vorzuhalten, die die Nachricht von der Invasion zum nächsten Leuchtfeuer bringen sollten, wenn sie bei Tag hereinkäme. Die Städte von Lothian, die Grenzregion und das Tal des Forth erhielten den Befehl, sicherzustellen, dass alle Männer zwischen 16 und 60 Jahren, die dort lebten, bereit wären, auf das Signal zu reagieren.
Eine englische Invasion unterdrückte dann im September 1547 alle inneren Streitigkeiten, als die Engländer ein größeres Gefecht in der Schlacht bei Pinkie Cleugh bei Musselburgh gewannen und den größten Teil des südlichen Schottlands militärisch okkupierten. Haddington wurde eingenommen, ebenso Broughty Castle bei Dundee. Ab 5. April 1548 ließ Sir Robert Bowes ein Fort in Lauder bauen. Die zunehmende Unterstützung aus Frankreich bestand u. a. in der Entsendung von Militäringenieuren wie Migliorino Ubaldini, der Edinburgh Castle und Dunbar Castle verstärkte. Unter dem Kommando von Baron Grey of Wilton wurde Musselburgh von den Engländern am 9. Juni 1548 niedergebrannt und Dunbar am 12. Juni. Am 16. Juni kamen 10.000 Mann französische Truppen in Leith an und belagerten Haddington mit Artillerie.
Maria Stuart wurde in Sicherheit gebracht und im August 1548 mit dem Dauphin von Frankreich verlobt und Piero Strozzi begann zusammen mit 300 schottischen Arbeitern, Leith zu befestigen. Strozzi war in Haddington ins Bein geschossen worden und wurde von vier Leuten in einem Stuhl herumgetragen, um die Arbeiten zu beaufsichtigen. Bis zum Mai 1549 bestand die englische Armee an der Grenze aus 3200 Soldaten, davon 1700 deutsche und 500 spanische und italienische Söldner. Aber mit der wachsenden Militär- und Finanzhilfe aus Frankreich, die Paul de Thermes brachte, konnten die Schotten ihren Widerstand aufrechterhalten. André de Montalembert, sieur d'Essé, nahm am 19. Juni 1549 Inchkeith ein.

## Vertrag von Boulogne
Die Engländer gaben Haddington am 19. September 1549 auf. Die Feindseligkeiten endeten damit, dass Schottland im Vertrag von Boulogne berücksichtigt wurde, der am 24. März 1550 hauptsächlich zwischen Frankreich und England geschlossen wurde. Der Friede wurde in England am Samstag, den 29. März 1550, erklärt; eine Woche früher hatte das Privy Council Befehle an die englischen Kommandeure gesandt, Kanonen, die an die Schotten aufgegeben würden, nicht mehr zu bewegen. Es gab Vereinbarungen über die Rückführung von Gefangenen und den Abbau von Grenzbefestigungen. Als Teil des Vertrages sollten sechs französische und englische Geiseln am 7. April ausgetauscht werden. Dies waren auf französischer Seite: der Bruder von Marie de Guise, der Marquis de Mayenne; Louis Trémoille; Jean de Boubon, Comte de Enghien; Francis de Montmorency; Jean d’Annebault, der Sohn des Admirals von Frankreich und Francis du Vendôme, die nach London geschickt wurden. Auf englischer Seite waren dies: Henry Brandon; Edward Seymour, 1. Earl of Hertford; George Talbot; John Bourchier, 5. Baron FitzWarren; Henry FitzAlan und Henry Stanley. Die Geiseln an beiden Höfen wurden gut gehalten und die meisten waren bis August 1550 heimgekehrt. In Frankreich organisierte König Heinrich II. am 1. Oktober 1550 einen feierlichen Einzug nach Rouen. Marie de Guise und Maria Stuart nahmen daran teil. Dort gab es Banner, die die französischen Siege in Schottland darstellten, und ein Herald rezitierte:

„Voila Dondy, Edimpton, Portugray,
Où Termes prist & Essé le degrè,
Pour devenir chevalier de ton ordre.
Sire, voyez ceste Ysle de Chevaulx,
Voyez aussy le fort chasteau de Fargues,
O quants assaulx, escarmouches & cargues,
Voila aussi le fort pres de Donglass,
Et plus deca ou est assis ce bourg,
Est le chasteau conquis de Rossebourg.“

Hier sind Dundee, Haddington, Broughty Craig, 
Wo wurden de Thermes mit d'Essé, 
Ritter Ihres Ordens. 
Sire, sehen Sie Inchkeith, 
Sehen Sie auch das starke Fast Castle, 
So viel Angriff, Scharmützel und Ärger, 
Sehen Sie auch das Fort bei Dunglass,
Und darüber hinaus die Seite, auf der die Siedlung liegt
die eroberte Burg ist Roxburgh.

Separate Friedensverhandlungen zwischen Schottland und dem Heiligen Römischen Reich waren erforderlich, hauptsächlich, um Handels- und Pirateriestreitigkeiten zu lösen. Im August 1550 belegte Regent Arran vierzig der wichtigsten Handelsgemeinden Schottlands mit einer Steuer, um eine Gesandtschaft bei Karl V. zu finanzieren. Dieser Vertrag wurde am 1. Mai 1551 von Thomas, Master of Erskine, in Antwerpen geschlossen. Der Vertrag von Norham 1551 beendete offiziell den Krieg und das englische Militär zog sich aus Schottland zurück. Im Oktober 1551 konnte Marie de Guise selbst in England begrüßt werden und sie reiste von Portsmouth nach London, um sich mit König Eduard VI. zu treffen.

## Vertrag von Norham
Der Friede, der am 10. Juni 1551 auf Norham Castle und in der Kirche geschlossen wurde, wurde von Thomas Erskine, Master of Erkine, Lord Maxwell, Sir Robert Carnegy of Kinnaird und Robert Reid, Bischof von Orkney, mit Louis de Gelais, Gesandten des französischen Königs Heinrichs II., ausgehandelt. Der englischen Delegation gehörten Sir Robert Bowes, Sir Leonard Beckwith, Sir Thomas Chaloner und Richard Sampson, Bischof von Lichfield und Coventry, an. Zu den Vereinbarungen gehörte, dass die Engländer ihre Besitzungen in Schottland aufgaben, die ursprüngliche Grenzlinie zwischen Schottland und England wieder gelten sollte, Edrington und die Fischereirechte auf dem Tweed wieder an Schottland zurückfielen und alle Gefangenen, Pfande und Geiseln ausgetauscht wurden. Eduard VI. ratifizierte den Vertrag am 30. Juni und Marie de Guise am 14. August 1551.

## Propagandakrieg

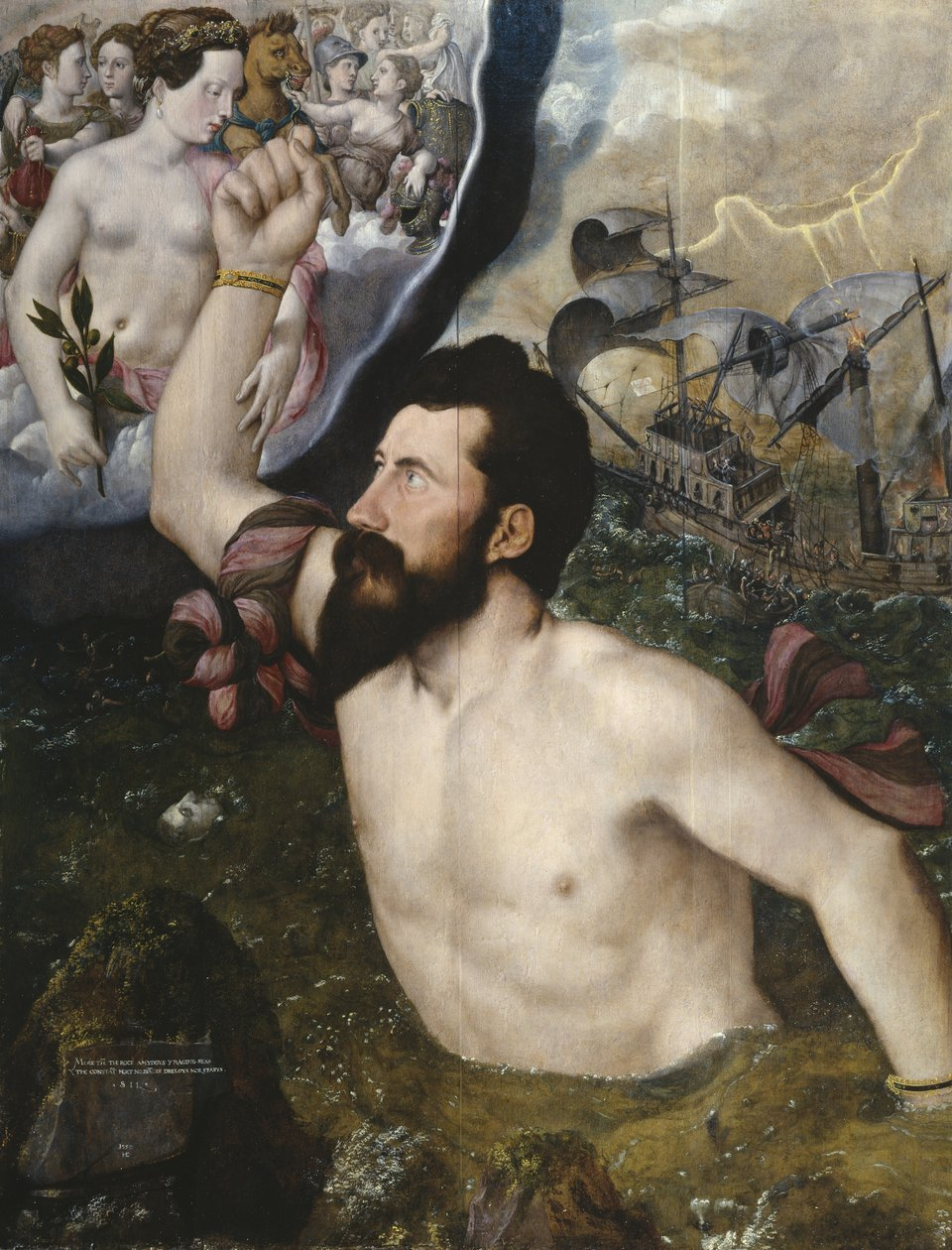
Sir John Luttrell, englischer Kommandeur in Inchcolm und bei Broughty Castle

Das englische Operationsziel einer Einheit zwischen Schottland und England hatte in einigen Kreisen der schottischen Bevölkerung schwankende Unterstützung. Diesen Schotten mag die französische Dominanz schottischer Angelegenheiten nicht geschmeckt haben oder sie sahen die Allianz mit England als Beförderung der protestantischen Angelegenheit. Eine Reihe von Büchern und Pamphleten wurden in England als Propaganda zur Verstärkung dieser Gefühle veröffentlicht. Diese hoben auf drei Aspekte des Konfliktes ab: langandauernde Streitigkeiten über die Rechte der englischen Krone in Schottland, das angenommene Unrecht der schottischen Zurückweisung des Vertrages von Greenwich und die Vorteile der protestantischen Konfession. Der englische Kommandeur von Broughty Castle, Andrew Dudley, hoffte darauf, Bibeln in englischer Sprache, die in Schottland nicht frei verfügbar waren, verteilen zu können. Schottland entgegnete der englischen Propaganda mit dem Complaynt of Scotlande, der vermutlich 1549 in Frankreich gedruckt wurde. Ein weiterer Text, der Ane Resonyng von William Lamb, wurde nicht gedruckt.
Das erste dieser Bücher war schon vor der Schlacht von Solway Moss geschrieben worden. Es handelte sich um A Declaration, conteyning the iust causes and consyderations, of this present warre with the Scottis, wherein alsoo appereth the trewe & right title, that the kings most royall maiesty hath to the soveraynitie of Scotlande (dt.: Eine Erklärung, die die gerechten Fälle und Betrachtungen über den derzeitigen Krieg mit den Schotten enthält, worin auch der wahre und richtige Titel erscheint, den die königlichste Majestät des Königs als Souverän von Schottland innehat). Ein Tagebuch von Hartfords Überfall auf Edinburgh 1544 wurde unter dem Titel The Late expedicion of the Earl of Hertford into Scotland (dt.: Die letzte Expedition des Earl of Hertford nach Schottland) gedruckt. Ein Beitrag eines Schotten in England, John Elder, blieb unveröffentlicht. Er als Vorwort für eine detaillierte Beschreibung und Karte von Schottland gedacht. Elder behauptete, dass die nördlichen Herren von Schottland, die „Rotschöpfe“ von irischer Abstammung waren, König Heinrich VIII. gegenüber loyal wären und die französische Kultur, die ihnen von Kardinal Beaton und dem schottischen Hof aufgezwungen worden wäre, verabscheuten.
Somerset begann 1547 mit einer neuen Runde, kurz vor der Schlacht bei Pinkie Cleugh, mit der Veröffentlichung von James Henrisouns Aufsatz An Exhortacion to the Scottes to conforme themselfes to the honourable, Expedient & godly Union betweene the two realmes of Englande & Scotland. (dt.: Eine Ermahnung an die Schotten, sich dem ehrenvollen Expedienten & der göttlichen Einheit zwischen den beiden Reichen von England & Schottland zu fügen). Diesem folgte Somersets gedruckte Proclamation vom 4. September 1547 und die Epistle or Exhortation (dt.: Epistel oder Ermahnung) vom Februar 1548. Die Schlacht von Pinkie Cleugh wurde von William Patten in The Expedition into Scotland of the most worthy Prince, Edward Duke of Somerset (dt.: Die Expedition nach Schottland des sehr geehrten Prinzen Edward, Duke of Somerset) beschrieben. Ein Waliser, Nicholas Bodrugan, fügte sein Epitome of the title of the kynges majestie of Englande (dt.: Abriss des Titels seiner königlichen Majestät von England) hinzu, das auf Geoffrey von Monmouth zurückblickt, um den englischen Anspruch zu begründen und die schottischen Befürchtungen zu bestätigen, dass das bürgerliche Recht von England strikter als das Recht von Schottland war. David Lindsays Gedicht The Tragedy of the Cardinal (dt.: Die Tragödie eines Kardinals) wurde in London zusammen mit der Todesanzeige von George Wishart mit einem Vorwort von Robert Burrant, das religiöse Reformen forderte, veröffentlicht. Im Oktober 1548 erhielten Sir John Mason und andere Angestellte 20 £ für ihre Archivsuche nach den „Aufzeichnungen der Angelegenheiten von Schottland“ für diese Traktate.
Lord Methven verstand den Effekt der englischen Propaganda und erregte im Juni 1548 die Sorge von Marie de Guise darüber. Die protestantischen Lords von Fife, die David Beaton umgebracht hatten und den Sohn des Regenten, James Hamilton, auf St Andrew’s Castle als Geisel hielten, spielten auf englische Unterstützung. In East Lothian gewährten drei Freunde des protestantischen Predigers George Wishart, John Cockburn of Ormiston, Ninian Cockburn und Alexander Crichton of Brunstane, England Unterstützung. Lord Gray und der Master of Ruthven verhandelten ebenso bereitwillig mit den Engländern.
Weitere Schotten wurden dazu gedrängt, Kriegsanleihen zu zeichnen, sich von den Engländern bezahlen zu lassen und „Assured Men“ zu werden. Eine Musteranleihe zur Sicherung wurde von einem Schotten, Henry Balnaves, im Dezember 1546 auf St Andrews Castle aufgelegt. Dies geschah hauptsächlich in den Kriegsgebieten an der Grenze und rund um englische Garnisonen. Nach dem Ende des Krieges wurden viele Schotten wegen Gewährung von Sicherungen und Kollaboration angeklagt; 192 Bürger von Dundee wurden 1553 freigesprochen und die gesamte Stadt Dumfries erhielt ein Pardon. Im Juli 1549 wurde wegen englischen Verluste in Frankreich das Sicherungssystem aufgegeben. James Henrisoun fragte dann die englischen Herren dann, „ob es besser wäre, Herzen ohne große Kosten zu erobern oder niederzubrennen und Forts zu hohen Kosten zu bauen, was Schottland nie erobern wird“.
Am Ende des Krieges feierten die Franzosen ihre erfolgreiche Intervention mit Festen wie dem Einzug nach Rouen. Die Details dieser Veranstaltungen wurden in illustrierten Festbüchern veröffentlicht. In England ließen einige englische Heerführer ihre Porträts malen, um ihre militärische Tapferkeit darzustellen, so z. B. John Luttrell, James Wilford oder Thomas Wyndham und ein (heute nicht mehr erhaltenes) Bild zur Erinnerung an Edward Shelley, der in der Schlacht bei Pinkie Cleugh gefallen war, wurde angefertigt. Heldentaten während der Belagerung von Haddington feierte später der elisabethanische Schriftsteller Ulpian Fulwell im Jahre 1575.